# Gran Premi de Gran Bretanya del 1963
Resultats del Gran Premi de la Gran Bretanya de Fórmula 1 de la temporada 1963, disputat al circuit de Silverstone el 20 de juliol del 1963.

## Resultats
| Pos | No | Pilot                   | Equip            | Voltes | Temps/ Retirada       | Pos. de sortida | Punts |
| --- | -- | ----------------------- | ---------------- | ------ | --------------------- | --------------- | ----- |
| 1   | 4  | Jim Clark               | Lotus - Climax   | 82     | 2h 14' 09. 6          | 1               | 9     |
| 2   | 10 | John Surtees            | Ferrari          | 82     | + 25.8 s              | 5               | 6     |
| 3   | 1  | Graham Hill             | BRM              | 82     | + 37.6 s              | 3               | 4     |
| 4   | 2  | Richie Ginther          | BRM              | 81     | + 1 Volta             | 9               | 3     |
| 5   | 3  | Lorenzo Bandini         | BRM              | 81     | + 1 Volta             | 8               | 2     |
| 6   | 12 | Jim Hall                | Lotus - BRM      | 80     | + 2 Voltes            | 13              | 1     |
| 7   | 19 | Chris Amon              | Lola - Climax    | 80     | + 2 Voltes            | 14              |       |
| 8   | 20 | Mike Hailwood           | Lotus - Climax   | 78     | + 4 Voltes            | 17              |       |
| 9   | 7  | Tony Maggs              | Cooper - Climax  | 78     | + 4 Voltes            | 7               |       |
| 10  | 23 | Carel Godin de Beaufort | Porsche          | 76     | + 6 Voltes            | 21              |       |
| 11  | 21 | Masten Gregory          | Lotus - BRM      | 75     | + 7 Voltes            | 22              |       |
| 12  | 22 | Bob Anderson            | Lola - Climax    | 75     | + 7 Voltes            | 16              |       |
| 13  | 24 | John Campbell-Jones     | Lola - Climax    | 74     | + 8 Voltes            | 23              |       |
| Ret | 25 | Jo Siffert              | Lotus - BRM      | 66     | Caixa canvi           | 15              |       |
| Ret | 14 | Jo Bonnier              | Cooper - Climax  | 65     | Pressió de l'oli      | 12              |       |
| Ret | 9  | Dan Gurney              | Brabham - Climax | 59     | Motor                 | 2               |       |
| Ret | 26 | Ian Raby                | Gilby - BRM      | 59     | Caixa canvi           | 19              |       |
| Ret | 16 | Ian Burgess             | Scirocco - BRM   | 36     | Encesa                | 20              |       |
| Ret | 8  | Jack Brabham            | Brabham - Climax | 27     | Motor                 | 4               |       |
| Ret | 11 | Innes Ireland           | BRP - BRM        | 26     | Encesa                | 11              |       |
| Ret | 5  | Trevor Taylor           | Lotus - Climax   | 23     | Bomba del combustible | 10              |       |
| Ret | 15 | Tony Settember          | Scirocco - BRM   | 20     | Encesa                | 18              |       |
| Ret | 6  | Bruce McLaren           | Cooper - Climax  | 6      | Motor                 | 6               |       |
| NVS | 27 | Nasif Estefano          | de Tomaso        |        | No va sortir          |                 |       |
| WD  | 17 | Giancarlo Baghetti      | ATS              |        | Cotxe no preparat     |                 |       |
| WD  | 18 | Phil Hill               | ATS              |        | Cotxe no preparat     |                 |       |

## Altres
- Pole: Jim Clark 1' 34. 4
- Volta ràpida: John Surtees 1' 36. 0 (a la volta 3)